# Liste der Sektionen des Alpenvereins Südtirol
Die Liste der Sektionen des Alpenvereins Südtirol gibt alle 36 Sektionen des Alpenvereins Südtirol (AVS) wieder. (Stand: Oktober 2024)
Als älteste Sektion des AVS wurde am 9. Juli 1946 die Sektion Meran gegründet. Die erste Alpenvereinssektion auf dem Gebiet Südtirols überhaupt war die am 3. November 1869 gegründete Sektion Bozen des Deutschen Alpenvereins.
Die Ortsstelle Buchenstein der ladinischen Sektion Ladinia ist die einzige Ortsstelle, die nicht in der Provinz Bozen, sondern in der Provinz Belluno liegt.

## Liste der Sektionen
Die untenstehende Tabelle ist nach Sektionen alphabetisch sortiert.
| Sektion                 | Ortsstelle                                                                      | Arbeitsgebiet | Gründung im DAV bzw. DuOeAV        | Gründung im AVS | Mitglieder 1 | Weblink                       |
| ----------------------- | ------------------------------------------------------------------------------- | --- | ---------------------------------- | --------------- | ------------ | ----------------------------- |
| Sektion Ahrntal         |                                                                                 | - Ahrntal - Prettau |                                    | 27. Sep. 1996   | 02.363       | ahrntal.alpenverein.it        |
| Sektion Bozen           | - Bozen - Barbian - Jenesien - Leifers - Ritten - Sarntal - Steinegg - Tiers    | - Bozen - Barbian - Jenesien - Leifers - Ritten - Sarntal - Steinegg - Tiers                                              | 3. Nov. 1869                       | 23. Juli 1946   | 09.827       | bozen.alpenverein.it          |
| Sektion Brixen          | - Brixen - Feldthurns - Lüsen - Mittewald - Mühlbach - Terenten - Vahrn - Vintl | - Brixen, Natz-Schabs - Feldthurns - Lüsen - Franzensfeste - Mühlbach, Rodeneck - Terenten - Vahrn, Franzensfeste - Vintl | 24. Sep. 1875                      | 1946            | 10.985       | brixen.alpenverein.it         |
| Sektion Bruneck         | - Bruneck - Antholzertal - Alta Badia - Kiens - St. Lorenzen                    | - Bruneck, Gais, Percha, Pfalzen - Rasen-Antholz - Abtei, Corvara - Kiens - St. Lizenzen                                  | 1870                               | 27. März 1947   | 10.404       | bruneck.alpenverein.it        |
| Sektion Drei Zinnen     |                                                                                 | - Innichen - Sexten |                                    | 26. Jan. 1957   | 01.045       | dreizinnen.alpenverein.it     |
| Sektion Etschtal        | - Etschtal - Mölten                                                             | - Andrian, Gargazon, Nals, Terlan, Vilpian - Mölten                                                                       |                                    | 10. Nov. 1959   | 01.371       | etschtal.alpenverein.it       |
| Sektion Gröden          |                                                                                 | - St. Christina, St. Ulrich, Wolkenstein                                                                                  | 1885                               | 4. Mai 1954     | 01.100       | groeden.alpenverein.it        |
| Sektion Hochpustertal   | - Gsies - Niederdorf/Prags - Toblach - Welsberg-Taisten                         | - Gsies - Niederdorf/Prags - Toblach - Welsberg-Taisten                                                                   | 1869 als Sektion Niederdorf        | 26. Mai 1957    | 03.678       | hochpustertal.alpenverein.it  |
| Sektion Innerulten      |                                                                                 | - Ulten |                                    | 29. Juni 1960   | .00391       | innerulten.alpenverein.it     |
| Sektion Kaltern         |                                                                                 | - Kaltern |                                    | 16. Nov. 1958   | 01.206       | kaltern.alpenverein.it        |
| Sektion Klausen         |                                                                                 | - Klausen, Lajen, Villanders, Waidbruck                                                                                   | 1894                               | 27. Juni 1947   | .00875       | klausen.alpenverein.it        |
| Sektion Laas            |                                                                                 | - Laas |                                    | 22. Nov. 1996   | .00856       | laas.alpenverein.it           |
| Sektion Ladinia         | - Buchenstein - Mareo/Enneberg - St. Martin in Thurn - Wengen                   | - Livinallongo del Col di Lana - Enneberg - St. Martin in Thurn - Wengen, Abtei                                           | 1903                               | 20. Mai 2016    | 01.570       | ladinia.alpenverein.it        |
| Sektion Lana            | - Lana - Laurein                                                                | - Lana, Burgstall, Gargazon, Tisens - Laurein, Proveis, Unsere Liebe Frau im Walde, St. Felix                             |                                    | 5. Dez. 1948    | 02.206       | lana.alpenverein.it           |
| Sektion Latsch          |                                                                                 | - Latsch |                                    | 25. Jan. 1997   | .00820       | latsch.alpenverein.it         |
| Sektion Martell         |                                                                                 | - Martell |                                    | 24. Feb. 1962   | .00597       | martell.alpenverein.it        |
| Sektion Meran           | - Meran - Algund - Dorf Tirol - Marling - Partschins - Schenna - Vöran          | - Meran - Algund - Dorf Tirol, Kuens, Riffian - Marling, Tscherms - Partschins - Schenna - Vöran, Hafling                 | 2. Nov. 1870                       | 9. Juli 1946    | 08.020       | meran.alpenverein.it          |
| Sektion Obervinschgau   | - Mals - Matsch - Oberland                                                      | - Mals, Glurns, Taufers im Münstertal - Matsch - Graun                                                                    | 1884 als Sektion Mals              | 31. Jan. 1965   | 01.205       | obervinschgau.alpenverein.it  |
| Sektion Olang           |                                                                                 | - Olang |                                    | 10. Dez. 1983   | 01.433       | olang.alpenverein.it          |
| Sektion Passeier        | - Moos - Pfelders - Platt - St. Leonhard - Stuls - Walten                       | - Moos - St. Leonhard | 1908                               | 28. März 1954   | 01.590       | passeier.alpenverein.it       |
| Sektion Prad            |                                                                                 | - Prad, Stilfs |                                    | 14. Dez. 1996   | .00668       | prad.alpenverein.it           |
| Sektion Ratschings      |                                                                                 | - Ratschings |                                    | 2015            | .00688       | ratschings.alpenverein.it     |
| Sektion Sand in Taufers |                                                                                 | - Sand in Taufers, Mühlwald                                                                                               | 23. Aug. 1873                      | 6. März 1948    | 01.923       | sandintaufers.alpenverein.it  |
| Sektion Schlanders      |                                                                                 | - Schlanders |                                    | 13. Dez. 1996   | 01.117       | schlanders.alpenverein.it     |
| Sektion Schlern         | - Kastelruth-Seis - Völs - Völser Aicha                                         | - Kastelruth - Völs | 1887                               | 21. Jan. 1961   | 01.256       | schlern.alpenverein.it        |
| Sektion Schluderns      | - Schluderns                                                                    | - Schluderns |                                    | 2013            | .00393       | schluderns.alpenverein.it     |
| Sektion St. Martin      |                                                                                 | - St. Martin |                                    | 2. März 1958    | .00792       | stmartin.alpenverein.it       |
| Sektion St. Pankraz     |                                                                                 | - St. Pankraz |                                    | 22. Mai 1958    | .00697       | stpankraz.alpenverein.it      |
| Sektion St. Pauls       |                                                                                 | - Eppan |                                    | 15. Jan. 1983   | 01.951       | stpauls.alpenverein.it        |
| Sektion Tramin          |                                                                                 | - Tramin |                                    | 2022            | .00891       | tramin.alpenverein.it         |
| Sektion Ulten           |                                                                                 | - Ulten |                                    | 22. Mai 1958    | .00590       | ulten.alpenverein.it          |
| Sektion Unterland       | - Aldein - Auer - Kurtatsch/Margreid - Montan - Neumarkt - Salurn               | - Aldein, Altrei - Auer, Truden - Kurtatsch, Kurtinig, Margreid - Montan - Neumarkt - Salurn                              |                                    | 10. Juli 1964   | 02.347       | unterland.alpenverein.it      |
| Sektion Untervinschgau  | - Untervinschgau - Plaus - Schnals                                              | - Naturns, Kastelbell-Tschars - Plaus - Schnals                                                                           |                                    | 9. Apr. 1958    | 01.932       | untervinschgau.alpenverein.it |
| Sektion Villnöß         |                                                                                 | - Villnöß |                                    | 24. Apr. 1960   | .00631       | villnoess.alpenverein.it      |
| Sektion Welschnofen     | - Welschnofen - Gummer                                                          | - Welschnofen, Deutschnofen - Karneid                                                                                     | 3. Feb. 1898                       | 28. Dez. 1947   | .00726       | welschnofen.alpenverein.it    |
| Sektion Wipptal         | - Sterzing - Freienfeld - Gossensass - Mareit - Pfitsch - Pflersch - Ried       | - Sterzing - Freienfeld - Brenner - Pfitsch - Pflersch - Ried                                                             | 31. Aug. 1886 als Sektion Sterzing | 20. März 2024   | 02.739       | wipptal.alpenverein.it        |